# Chris Owens
Christopher Bradley "Chris" Owens, född 7 september 1961 i Toronto, är en kanadensisk skådespelare. Owens har medverkat i många filmer såsom Cocktail och Uppdraget men är nog mest känd för sin roll som FBI-agenten Jeffrey Spender i TV-serien Arkiv X där han medverkade i totalt 13 avsnitt.

## Fotnoter
1. ↑  Internet Movie Database, IMDb-ID: tt0330452co0047972, läst: 7 november 2021.[källa från Wikidata]